# 神原甚造
神原 甚造（かんばら じんぞう、1884年〈明治17年〉11月10日 - 1954年〈昭和29年〉4月2日）は、日本の学者、裁判官、香川大学初代学長。法学士。

## 経歴
司法官試補、大審院判事などを務め、京都帝大・早稲田大学・中央大学で刑法・民法を教える。
昭和25年、香川大学初代学長となった。